# متحف دمشق التاريخي
متحف دمشق التاريخي أنشئ عام 1979 في دمشق ومقره في البيت الشامي الذي شيد في بداية القرن الثامن عشر في منطقة سوق ساروجة، يضم المتحف وثائق ومخطوطات عن مدينة دمشق من الناحية التاريخية والاجتماعية.